# Smultrongrunden, Nagu
Smultrongrunden är en ö nära Ön i Nagu,  Finland. Den ligger i Skärgårdshavet i Pargas stad i den ekonomiska regionen  Åboland i landskapet Egentliga Finland, i den sydvästra delen av landet. Ön ligger omkring 2 kilometer sydväst om Ön, 13 kilometer öster om Nagu kyrka, 29 kilometer söder om Åbo och omkring 150 kilometer väster om Helsingfors. Närmaste allmänna förbindelse är förbindelsebryggan vid Pensar som trafikeras av M/S Nordep.
Öns area är 0,3 hektar och dess största längd är 70 meter i nord-sydlig riktning.